# Danh sách bài hát thu âm bởi f(x)
Đây là danh sách bài hát đầy đủ bởi f(x).
| Chỉ single phát hành | Chỉ quảng bá single phát hành |

## 0-9
| Bài hát                      | Thành viên | Album / EP / Single                | Năm  | Nghệ sĩ khác | Chú thích                      |
| ---------------------------- | ---------- | ---------------------------------- | ---- | ------------ | ------------------------------ |
| "1, 2, 3"                    | f(x)       | Winter: The Warmest Gift           | 2011 |              | Tiếng Anh                      |
| "1-4-3 (I Love You)"         | Amber      | Trap                               | 2013 | Henry        | Henry với Amber                |
| "12시 25분 (Wish List)"      | f(x)       | Winter Garden (S.M. Entertainment) | 2015 |              | Dự án mùa đông đặc biệt Smtown |
| "4 Walls"                    | f(x)       | 4 Walls                            | 2015 |              | Bài hát chủ đề                 |
| "4 Walls" (Japanese Version) | f(x)       | 4 Walls / Cowboy                   | 2016 |              | Japanese Version               |

## A
| Bài hát                          | Thành viên | Album / EP / Single         | Năm  | Nghệ sĩ khác | Chú thích                          |
| -------------------------------- | ---------- | --------------------------- | ---- | ------------ | ---------------------------------- |
| "너를 사랑하고 (And I Love You)" | Luna       | President OST               | 2010 | Yesung       | OST cho bộ Phim "''President"''    |
| "Airplane"                       | f(x)       | Pink Tape                   | 2013 |              |                                    |
| "All of a Sudden"                | Krystal    | Cô nàng đáng yêu OST part 2 | 2014 |              | OST cho bộ phim "Cô nàng đáng yêu" |
| "All night"                      | f(x)       | Red Light                   | 2014 |              |                                    |
| "All mine"                       | f(x)       | SM Station                  | 2016 |              |                                    |

## B
| Bài hát                       | Thành viên           | Album / EP /Single                         | Năm  | Nghệ sĩ khác    | Chú thích                                   |
| ----------------------------- | -------------------- | ------------------------------------------ | ---- | --------------- | ------------------------------------------- |
| "아름다운 날 (Beautiful Day)" | Luna                 | OST Please Marry Me                        | 2010 |                 | OST cho bộ phim "Please Marry Me "          |
| "Byeolkoliya(별꼴이야)"       | f(x)                 | 5 Men's 5th Story (EP)                     | 2010 | Tin Tin Five    | Tin Tin Five feat. f(x)                     |
| "Beautiful Goodbye"           | f(x)                 | Pinocchio / Hot Summer (Repackage Edition) | 2011 |                 |                                             |
| "나 때문에 (Because of Me)"   | Krystal              | OST Sign                                   | 2011 |                 | OST cho bộ phim "Sign"                      |
| "Beautiful Stranger"          | Amber, Luna, Krystal | Electric Shock                             | 2012 |                 |                                             |
| "Butterfly"                   | Krystal              | OST To The Beautiful You                   | 2012 | Jessica         | OST cho bộ phim "To the Beautiful You"      |
| "Boom Bang Boom"              | f(x)                 | Red Light                                  | 2014 |                 |                                             |
| "Breath" (Japanese Version)   | Krystal              | SM the Ballad Vol. 2 - Breath              | 2014 | Changmin        | SM the Ballad                               |
| "나비 (Butterfly)"            | f(x)                 | Red Light                                  | 2014 |                 |                                             |
| "Beautiful"                   | Amber                | Beautiful                                  | 2015 |                 | Pre-released vào ngày 9 tháng 2 năm 2015    |
| "Borders"                     | Amber                | - Crossing - SM Station                    | 2016 |                 | - Single đầu tiên của Crossing - SM Station |
| "Breathe"                     | Luna                 | Free Somebody                              | 2016 |                 |                                             |
| "Breathe Again"               | Amber                | Breathe Again                              | 2016 | featuring Ksuke |                                             |

## C
| Bài hát                                  | Thành viên    | Album / EP/ Single                         | Năm  | Nghệ sĩ khác | Chú thích                            |
| ---------------------------------------- | ------------- | ------------------------------------------ | ---- | ------------ | ------------------------------------ |
| "Chocolate Love"(Electronic Pop Version) | f(x)          | Không phải album phát hành                 | 2009 |              | Girls' Generation(Retro Pop Version) |
| "Chu~♡"                                  | f(x)          | - - Chu~♡ - Hot Summer (Repackage Edition) | 2009 |              | Bài hát chủ đề cho physical single   |
| "불러본다 (Calling Out)"                 | Luna, Krystal | OST Chị kế của Lọ Lem                      | 2010 |              | OST cho bộ phim "Chị kế của Lọ Lem"  |
| "Child (Love)" "(아이 (Ai))"             | f(x)          | Pinocchio / Hot Summer (Repackage Edition) | 2011 |              |                                      |
| "Cash Me Out"                            | f(x)          | 4 Walls                                    | 2015 |              |                                      |
| "Cowboy"                                 | f(x)          | 4 Walls / Cowboy                           | 2016 |              | Tiếng Nhật                           |

## D
| Bài hát                                                                    | Thành viên | Album / EP /Single                         | Năm  | Nghệ sĩ khác   | Chú thích                  |
| -------------------------------------------------------------------------- | ---------- | ------------------------------------------ | ---- | -------------- | -------------------------- |
| "Dream Drive"                                                              | Luna       | Dream Drive                                | 2014 | Play the Siren | Play the Siren (feat Luna) |
| "Dear Child"                                                               | Victoria   | Beautiful Secret OST                       | 2015 |                | Tiếng Trung                |
| "Dangerous"                                                                | f(x)       | Pinocchio / Hot Summer (Repackage Edition) | 2015 |                |                            |
| "Deja Vu"                                                                  | f(x)       | 4 Walls                                    | 2015 |                |                            |
| "Diamond"                                                                  | f(x)       | 4 Walls                                    | 2015 |                |                            |
| "Dracula"                                                                  | f(x)       | Red Light                                  | 2015 |                |                            |
| "미소를 띄우며 나를 보낸 그 모습처럼 (Don't Cry For Me)"(Lee Eun-ha cover) | Luna       | King of Mask Singer single đặc biệt        | 2015 |                |                            |

## E
| Bài hát          | Thành viên | Album / EP / Single | Năm  | Nghệ sĩ khác | Chú thích      |
| ---------------- | ---------- | ------------------- | ---- | ------------ | -------------- |
| "Electric Shock" | f(x)       | Electric Shock      | 2012 |              | Bài hát chủ đề |
| "Ending Page"    | f(x)       | Pink Tape           | 2013 |              |                |

## F
| Bài hát         | Thành viên( | Album / EP / Single | Năm  | Nghệ sĩ khác | Chú thích             |
| --------------- | ----------- | ------------------- | ---- | ------------ | --------------------- |
| "Free Somebody" | Luna        | Free Somebody (EP)  | 2016 |              | Single cho solo debut |

## G
| Bài hát                   | Thành viên           | Album / EP / Single | Năm  | Nghệ sĩ khác | Chú thích                                |
| ------------------------- | -------------------- | ------------------- | ---- | ------------ | ---------------------------------------- |
| "Get Down"                | Luna                 | 2009, Year of Us    | 2009 | SHINee       | SHINee feat Luna                         |
| "Gangsta Boy"             | f(x)                 | Pinocchio           | 2011 |              |                                          |
| "깔라까바나 (Garagabana)" | f(x)                 |                     | 2011 |              | OST cho Online Game"Puzzle Bubble"       |
| "투정 (Grumbling)"        | Krystal              |                     | 2011 | Leeteuk      | OST cho "Sunday Night - Enjoy Today""    |
| "Goodbye Summer"          | Amber, Luna, Krystal | Pink Tape           | 2013 | D. O.        | f(Amber+Luna+Krystal) feat D. O. của EXO |
| "Glitter"                 | f(x)                 | 4 Walls             | 2015 |              |                                          |
| "Galaxy"                  | Luna                 | Free Somebody (EP)  | 2016 |              |                                          |

## H
| Bài hát                                             | Thành viên(   | Album / EP / Single                    | Năm  | Nghệ sĩ khác | Chú thích                                    |
| --------------------------------------------------- | ------------- | -------------------------------------- | ---- | ------------ | -------------------------------------------- |
| "Hard but Easy" (어렵고도 쉬운 (Eoryeopgodo Swiun)) | Luna, Krystal | Invincible Lee Pyung Kang OST Part 3   | 2009 |              | OST cho bộ phim "Invincible Lee Pyung Kang " |
| "Hot Summer"                                        | f(x)          | Hot Summer (Repackage Edition)         | 2011 |              |                                              |
| "Happy Holidays"                                    | Amber         | Không phải album phát hành             | 2011 | Henry        |                                              |
| "Heights"                                           | Amber         | Beautiful                              | 2015 |              |                                              |
| "Healing Love"                                      | Luna          | Kill Me, Heal Me OST                   | 2015 |              | OST cho bộ phim "Kill Me, Heal Me"           |
| "Hot Summer" (Japanese Ver..)                       | f(x)          | Summer Special: Pinocchio / Hot Summer | 2015 |              | Bài hát debut tiếng Nhật                     |

## I
| Bài hát                                   | Thành viên(s) | Ảnh / EP / độc thân                              | Năm  | Khác nghệ sĩ(s)                        | Chú ý                                                                 |
| ----------------------------------------- | ------------- | ------------------------------------------------ | ---- | -------------------------------------- | --------------------------------------------------------------------- |
| "I'm Back"                                | Amber         | The First Second                                 | 2010 | Danson Tang                            | Danson Tang rap feat. Amber                                           |
| "Ice Cream (아이스크림)"                  | f(x)          | Nu ABO                                           | 2010 |                                        |                                                                       |
| "사랑해, 사랑해 (I Love You, I Love You)" | f(x)          | Không phải album phát hành                       | 2010 |                                        |                                                                       |
| "나야 (It’s Me)"                          | Luna          | OST To the Beautiful You                         | 2012 | Sunny                                  | OST cho bộ phim "To the Beautiful You"                                |
| "괜찮아 (It’s Okay)"                      | Luna          | OST Cheongdam-dong Alice                         | 2012 | OST cho bộ Phim "Cheongdam-dong Alice" | OST cho bộ phim "Cheongdam-dong Alice"                                |
| "Ice Cream (Remix)"                       | f(x)          | S.M. + 10 Corso Como Seoul Collaboration Project | 2013 |                                        |                                                                       |
| "I Just Wanna"(feat Eric Nam)             | Amber         | Beautiful                                        | 2015 | Eric Nam                               | Amber feat. Eric Nam phiên bản tiếng Anh của bài hát "Goodbye Summer" |
| "I Believe"                               | Victoria      | OST My New Sassy Girl                            | 2016 |                                        | Phiên bản tiếng Trung 2016                                            |
| "I Wish"                                  | Luna          | Free Somebody                                    | 2016 |                                        |                                                                       |
| "It Was Love"                             | Luna          | Break Up 2 Make Up                               | 2016 | Zico                                   | Zico feat Luna                                                        |

## J
| Bài hát        | Thành viên | Album / EP / Single | Năm  | Nghệ sĩ khác | Chú thích |
| -------------- | ---------- | ------------------- | ---- | ------------ | --------- |
| "Jet" (제트별) | f(x)       | Electric Shock      | 2012 |              |           |

## K
| Bài hát        | Thành viên | Album / EP / Single | Năm  | Nghệ sĩ khác | Chú thích |
| -------------- | ---------- | ------------------- | ---- | ------------ | --------- |
| "Kick"         | f(x)       | Pink Tape           | 2013 |              |           |
| "Keep On Doin" | Luna       | Free Somebody (EP)  | 2016 |              |           |

## L
| Bài hát                               | Thành viên | Album                          | Năm                          | Nghệ sĩ khác | Chú thích              |
| ------------------------------------- | ---------- | ------------------------------ | ---------------------------- | --- | ---------------------- |
| "La Cha Ta" (stylized as "LA chA TA") | f(x)       | Hot Summer (Repackage Edition) | 2009(Digital) 2011(Physical) | | Bài hát debut của f(x) |
| "Let's Go"                            | Luna       | Không phải album phát hành     | 2010                         | Changmin, Gayoon, Kahi, Junhyung, Junsu(2PM), Seohyun, Gyuri, G.O, Min, Jaekyung, JiEun, Jonghyun, Sungmin, G.NA, Seo In Guk, Son Dambi, IU, Bumkey, and Anna. | Cho G20 Seoul Summit   |
| "Lollipop" (feat.M.I.C.)              | f(x)       | Không phải album phát hành     | 2010                         | M.I.C. | Phiên bản tiếng Trung  |
| "Lollipop" (feat.SHINee)              | f(x)       | Hot Summer (Repackage Edition) | 2011                         | Shinee | Phiên bản tiếng Hàn    |
| "Let's Try (훌쩍)"                    | f(x)       | Electric Shock                 | 2012                         | |                        |
| "Love Hate"                           | f(x)       | Electric Shock                 | 2012                         | |                        |
| "Loving You"                          | Victoria   | Rewind                         | 2014                         | Zhou Mi | Zhou Mi feat Victoria  |
| "Letting go"                          | Amber      | Vivid                          | 2015                         | Ailee | Ailee ft Amber         |
| "Love Run"                            | Amber      | Beautiful                      | 2015                         | |                        |
| "Li Luo"                              | Victoria   | Ice Fantasy OST                | 2016                         | | Tiếng Trung            |

## M
| Bài hát              | Thành viên | Album / EP / Single                         | Năm  | Nghệ sĩ khác | Chú thích |
| -------------------- | ---------- | ------------------------------------------- | ---- | ------------ | --------- |
| "Melody (Moderato)"  | Krystal    | Melody Project part II Moderato             | 2010 |              |           |
| "SỮA"                | f(x)       | Red Light                                   | 2014 |              |           |
| "ME+U"               | f(x)       | Nu ABO                                      | 2010 |              |           |
| "Ông Nào"            | f(x)       | Nu ABO                                      | 2010 |              |           |
| "Phong cách Của Tôi" | f(x)       | Pinocchio Hơn / Nóng Mùa Hè (Repackage Bản) | 2011 |              |           |
| "Thuốc Của Ta"       | Luna       | Free Somebody (EP)                          | 2016 |              |           |

## N
| Bài hát                       | Thành viên | Album     | Năm  | Nghệ sĩ khác | Chú thích                        |
| ----------------------------- | ---------- | --------- | ---- | ------------ | -------------------------------- |
| "Need to feel Needed"         | Amber      | Crossing  | 2016 |              | Single thứ 3 cho Crossing series |
| "NU 예삐오 (Nu ABO)"          | f(x)       | Nu ABO    | 2010 |              | Bài hát chủ đề                   |
| "여우 같은 내 친구 (No More)" | f(x)       | Pink Tape | 2013 |              |                                  |

## O
| Bài hát                    | Thành viên | Album / EP / Single           | Năm  | Nghệ sĩ khác | Chú thích                                           |
| -------------------------- | ---------- | ----------------------------- | ---- | ------------ | --------------------------------------------------- |
| "Oops!"                    | f(x)       | Mr. Simple / A-Cha            | 2011 | Siêu Junior  | Super Junior feat f(x)                              |
| "그대만 살아서 (Only You)" | Luna       | OST The Merchant: Gaekju 2015 | 2015 |              |                                                     |
| "On My Own"                | Amber      | Crossing                      | 2016 | Gen Neo      | Amber feat Gen Neo single thứ 2 cho Crossing series |

## P
| Bài hát                                   | Thành viên | Album / EP / Single                        | Năm  | Nghệ sĩ khác   | Chú thích |
| ----------------------------------------- | ---------- | ------------------------------------------ | ---- | -------------- | --------- |
| "종이 심장 (Paper Heart)"                 | f(x)       | Red Light                                  | 2014 |                |           |
| "Papi"                                    | f(x)       | 4 Walls                                    | 2015 |                |           |
| "Pinocchio (Danger)" (피노키오) (Pinokio) | f(x)       | Pinocchio / Hot Summer (Repackage Edition) | 2011 | Bài hát chủ đề |           |
| "Pinocchio (Danger)"(Japanese version)    | f(x)       | Summer Special: Pinocchio / Hot Summer     | 2015 |                |           |
| "Pretty Girl"                             | f(x)       | Pink Tape                                  | 2013 |                |           |

## R
| Bài hát                                                 | Thành viên | Album / EP / Single                        | Năm  | Nghệ sĩ khác | Chú thích      |
| ------------------------------------------------------- | ---------- | ------------------------------------------ | ---- | ------------ | -------------- |
| "무지개 (Rainbow)"                                      | f(x)       | Red Light                                  | 2014 |              |                |
| "Red Light"                                             | f(x)       | Red Light                                  | 2014 |              | Bài hát chủ đề |
| "Round and Round (Sweet Witches)" (빙그르 (Binggeureu)) | f(x)       | Pinocchio / Hot Summer (Repackage Edition) | 2011 |              |                |
| "Rude Love"                                             | f(x)       | 4 Walls                                    | 2015 |              |                |
| "Rum Pum Pum Pum" (첫 사랑니)                           | f(x)       | Pink Tape                                  | 2013 |              | Single         |

## S
| Bài hát                                                     | Thành viên           | Album / EP / Single                                 | Năm  | Nghệ sĩ khác   | Chú thích                                  |
| ----------------------------------------------------------- | -------------------- | --------------------------------------------------- | ---- | -------------- | ------------------------------------------ |
| "Say Yes"                                                   | Krystal              | Make Your Move OST                                  | 2014 | Jessica & Kris | OST cho phim điện ảnh "Make Your Move"     |
| "Shake That Brass" (featuring Taeyeon of Girls' Generation) | Amber                | Beautiful                                           | 2015 | Taeyeon        | Single cho debut solo của Amber            |
| "미행 (그림자; Shadow)"                                     | f(x)                 | Pink Tape                                           | 2013 |                |                                            |
| "시그널 (Signal)"                                           | f(x)                 | Pink Tape                                           | 2013 |                |                                            |
| "Snapshot"                                                  | f(x)                 | Pink Tape                                           | 2013 |                |                                            |
| "So into U"                                                 | f(x)                 | Pinocchio / Hot Summer (Repackage Edition)          | 2011 |                |                                            |
| "뱉어내 (Spit it Out)"                                      | f(x)                 | Red Light                                           | 2014 |                |                                            |
| "Stand Up!"                                                 | f(x)                 | Pinocchio / Hot Summer (Repackage Edition)          | 2011 |                |                                            |
| "Step"                                                      | f(x)                 | Pink Tape                                           |      |                |                                            |
| "Step by Me"                                                | f(x)                 | Chu~♡                                               | 2009 |                |                                            |
| "Summer Lover"                                              | f(x)                 | Red Light                                           | 2014 |                |                                            |
| "Surprise Party"                                            | f(x)                 | Nu ABO                                              | 2010 |                |                                            |
| "Shine Your Way"                                            | Luna                 |                                                     |      |                |                                            |
| "Start Of Something New" Korean Ver.                        | Luna                 | High School Musical on Stage! Korean cast recording | 2013 | Ryeowook       | OST phiên bản Hàn của "High School Musical |
| "Sorry (Dear.Daddy)"                                        | Luna, Krystal        | Nu ABO                                              | 2010 |                |                                            |
| "날개를 펴고 (Spread Its Wings)"                            | Luna, Krystal, Amber | God of Study OST Part 2                             | 2010 |                | OST cho "God of Study"                     |
| "Star Tears"                                                | Victoria             | Beautiful Secret OST                                | 2015 |                | Tiếng Trung                                |

## T
| Bài hát                                  | Thành viên | Album / EP / Single | Năm  | Nghệ sĩ khác      | Chú thích                             |
| ---------------------------------------- | ---------- | ------------------- | ---- | ----------------- | ------------------------------------- |
| "스릴 러브 (Thrill Love)"                | f(x)       |                     | 2011 |                   | OST cho "Hungry Romeo, Luxury Juliet" |
| "사실말이야 (쉿!) (The Truth is (Shh!))" | f(x)       |                     | 2010 |                   | OST cho""Juloring Animal Detectives"  |
| "Traveler"                               | f(x)       | 4 Walls             | 2015 | Zico              | f(x) feat Zico                        |
| "Toy"                                    | f(x)       | Pink Tape           | 2013 |                   |                                       |
| "Ten Years"                              | Luna       | Ride Me             | 2014 | Donghae & Eunhyuk | Donghae & Eunhyuk feat Luna           |

## U
| Bài hát | Thành viên | Album / EP / Single | Năm  | Nghệ sĩ khác | Chú thích             |
| ------- | ---------- | ------------------- | ---- | ------------ | --------------------- |
| "U+ME"  | Luna       | TalesWeaver OST     | 2013 |              | OST cho "TalesWeaver" |

## V
| Bài hát            | Thành viên | Album /EP / Single | Năm  | Nghệ sĩ khác | Chú thích |
| ------------------ | ---------- | ------------------ | ---- | ------------ | --------- |
| "바캉스 (Vacance)" | f(x)       | Red Light          | 2014 |              |           |

## W
| Bài hát                                               | Thành viên  | Album / EP / Single           | Năm  | Nghệ sĩ khác   | Chú thích                                       |
| ----------------------------------------------------- | ----------- | ----------------------------- | ---- | -------------- | ----------------------------------------------- |
| "Wave"                                                | Amber, Luna | SM Station                    | 2016 | R3hab & XaviGi | Single đầu tiên cho SM EDM label ScreaM Records |
| "When I'm Alone"                                      | f(x)        | 4 Walls                       | 2015 |                |                                                 |
| "좋았던 건, 아팠던 건 (When I Was... When U Were...)" | Krystal     | SM the Ballad Vol. 2 - Breath | 2014 | Chen           | SM the Ballad                                   |

## X
| Bài hát | Thành viên | Album / EP / Single | Năm  | Nghệ sĩ khác | Chú thích |
| ------- | ---------- | ------------------- | ---- | ------------ | --------- |
| "X"     | f(x)       | 4 Walls             | 2015 |              |           |

## Y
| Bài hát                                                                      | Thành viên    | Album / EP /Single                                  | Năm  | Nghệ sĩ khác | Chú thích |
| ---------------------------------------------------------------------------- | ------------- | --------------------------------------------------- | ---- | ------------ | --------- |
| "You Are Hiding A Secret (…Is It OK?)" (좋아해도 되나요 (Jo-ahaedo Doenayo)) | f(x)          | Journey / Is It Ok? ;Hot Summer (Repackage Edition) | 2011 |              |           |
| "Anh Là Định Mệnh Của Tôi"                                                   | Luna, Krystal | Chu~♡                                               | 2009 |              |           |

## Z
| Bài hát                           | Thành viên | Album / EP / Single | Năm  | Nghệ sĩ khác | Chú thích |
| --------------------------------- | ---------- | ------------------- | ---- | ------------ | --------- |
| "Zig Zag" (지그재그(Jigeujaegeu)) | f(x)       | Electric Shock      | 2012 |              |           |